# Szwecja na Mistrzostwach Świata w Lekkoatletyce 2015
Szwecja na Mistrzostwach Świata w Lekkoatletyce 2015 – reprezentacja Szwecji podczas Mistrzostw Świata w Pekinie liczyła 24 zawodników, z których żaden nie zdobył medalu.

## Występy reprezentantów Szwecji

### Mężczyźni

#### Konkurencje biegowe
| Konkurencja   | Zawodnik          | Runda 1  | Runda 1 | Półfinał | Półfinał | Finał    | Finał   |
| Konkurencja   | Zawodnik          | Rezultat | Pozycja | Rezultat | Pozycja  | Rezultat | Pozycja |
| ------------- | ----------------- | -------- | ------- | -------- | -------- | -------- | ------- |
| Bieg na 800 m | Andreas Almgren   | 1:48,06  | 25.     | NQ       | NQ       | NQ       | NQ      |
| Maraton       | David Nilsson     | —        | —       | —        | —        | 2:31:24  | 36.     |
| Chód na 20 km | Anatole Ibáñez    | —        | —       | —        | —        | 1:26:34  | 40.     |
| Chód na 20 km | Perseus Karlström | —        | —       | —        | —        | DNF      | DNF     |
| Chód na 50 km | Anders Hansson    | —        | —       | —        | —        | DNF      | DNF     |
| Chód na 50 km | Anatole Ibáñez    | —        | —       | —        | —        | DNF      | DNF     |

#### Konkurencje techniczne
| Konkurencja    | Zawodnik       | Eliminacje | Eliminacje | Finał    | Finał   |
| Konkurencja    | Zawodnik       | Rezultat   | Pozycja    | Rezultat | Pozycja |
| -------------- | -------------- | ---------- | ---------- | -------- | ------- |
| Skok w dal     | Michel Tornéus | NM         | NM         | NQ       | NQ      |
| Rzut dyskiem   | Axel Härstedt  | 60,52      | 23.        | NQ       | NQ      |
| Rzut dyskiem   | Daniel Ståhl   | 62,66      | 9. q       | 64,73    | 5.      |
| Rzut oszczepem | Kim Amb        | 81,63      | 10. q      | 78,51    | 11.     |

### Kobiety

#### Konkurencje biegowe
| Konkurencja                   | Zawodniczka        | Runda 1  | Runda 1 | Półfinał | Półfinał | Finał    | Finał   |
| Konkurencja                   | Zawodniczka        | Rezultat | Pozycja | Rezultat | Pozycja  | Rezultat | Pozycja |
| ----------------------------- | ------------------ | -------- | ------- | -------- | -------- | -------- | ------- |
| Bieg na 1500 m                | Abeba Aregawi      | 4:10,77  | 24. Q   | 4:15,90  | 14. Q    | 4:12,16  | 6.      |
| Maraton                       | Annelie Johansson  | —        | —       | —        | —        | 2:43,42  | 33.     |
| Maraton                       | Charlotte Karlsson | —        | —       | —        | —        | 2:47,40  | 44.     |
| Maraton                       | Louise Wiker       | —        | —       | —        | —        | 2:49:57  | 48.     |
| Bieg na 400 m przez płotki    | Elise Malmberg     | 55,97    | 17. Q   | 56,58    | 23.      | NQ       | NQ      |
| Bieg na 3000 m z przeszkodami | Klara Bodinson     | 9:50,13  | 30.     | —        | —        | NQ       | NQ      |
| Bieg na 3000 m z przeszkodami | Charlotta Fougberg | 9:50,79  | 31.     | —        | —        | NQ       | NQ      |

#### Konkurencje techniczne
| Konkurencja   | Zawodniczka        | Eliminacje | Eliminacje | Finał     | Finał   |
| Konkurencja   | Zawodniczka        | Rezultat   | Pozycja    | Rezultat  | Pozycja |
| ------------- | ------------------ | ---------- | ---------- | --------- | ------- |
| Skok wzwyż    | Erika Kinsey       | 1,89       | 18.        | NQ        | NQ      |
| Skok wzwyż    | Sofie Skoog        | 1,89       | 14.        | NQ        | NQ      |
| Skok o tyczce | Angelica Bengtsson | 4,55       | 1. q       | 4,70 (NR) | 4.      |
| Skok o tyczce | Malin Dahlström    | 4,15       | 24.        | NQ        | NQ      |
| Skok o tyczce | Michaela Meijer    | 4,55 (PB)  | 5. q       | NM        | NM      |
| Skok w dal    | Erica Jarder       | 6,70 (SB)  | 10. q      | 6,48      | 12.     |
| Skok w dal    | Khaddi Sagnia      | 6,71       | 8. q       | 6,78      | 7.      |
| Rzut młotem   | Tracey Andersson   | 65,99      | 26.        | NQ        | NQ      |